# خالد عجاج
خالد عجاج (23 يوليو 1962-) مغني مصري

## حياته ومشواره الفني
ولد في مدينة ميت غمر محافظة الدقهلية حصل على بكالوريوس معهد الخدمة الاجتماعية، بدأ بعدها مشواره الفني في الغناء الشعبي عندما غنى أغنية «شكى..حكى..بكى» ثم أتبعه بألبوم «من فضل حضرتك» عام 1993 بالتعاون مع الفنان حميد الشاعري ثم تحول إلى الغناء الشبابي الذي يساير العصر، بعدها اعتمدته الإذاعة المصرية مطربا بها، بعد أن أعاد غناء أغاني لمطربين قدامى مثل «وحشتنى» للمطربة سعاد محمد، و«مابيسألش عليا أبدا» للمطرب الشعبي الراحل محمد عبد المطلب. وهو مطرب مصري له طابع محدد في الغناء يجمع ما بين الشجن والشعبي، من أهم أعماله في ناس التي حققت له الشهرة عربيا «وحشتني»، و «أصعب حب»، و«ولادمعة» و «وحداني» و «حقيقة واحدة» و «يــوم» و «على قد حالي» و «بنت الحتة»، تعاون فيهم مع شعراء وملحنين كبار مثل بهاء الدين محمد ومصطفى كامل. وقد أنتجت له شركة فري ميوزيك معظم ألبوماته.
طرح عام 2001 احلف يمين.
وشارك مع التمثيل الفنانة إيناس النجار في كليب لاموني عام 2001.

### حياته الأسرية
متزوج ولديه من الأبناء مريم وأحمد

## ألبومات[3]
| الألبوم                        | العام | الأغاني    |
| ------------------------------ | ----- | ---------- |
| شكى                            | 1991  | تو ستارز   |
| تعالى هنا مع فرقة حميد الشاعري | 1993  | الخيول     |
| وحشتني                         | 1995  | فري ميوزيك |
| أصعب حب                        | 1997  | فري ميوزيك |
| ولا دمعة                       | 1998  | فري ميوزيك |
| وحداني                         | 2000  | فري ميوزيك |
| حقيقة واحدة                    | 2002  | روتانا     |
| يوم                            | 2004  | روتانا     |
| على قد حالي                    | 2006  | روتانا     |
| بنت الحتة                      | 2011  | عالم الفن  |

## فيديو كليبات
| الأغنية                      | المخرج        | المنتج       | العام |
| ---------------------------- | ------------- | ------------ | ----- |
| في ناس                       | نصر محروس     | فري ميوزيك   | 1995  |
| تعرف منين                    |               | art الموسيقى | 1996  |
| أصعب حب                      | نصر محروس     | فري ميوزيك   | 1997  |
| تعالالي                      | نصر محروس     | فري ميوزيك   | 1999  |
| وحداني                       | نصر محروس     | فري ميوزيك   | 2000  |
| لاموني                       | نصر محروس     | فري ميوزيك   | 2000  |
| ليه يا دنيا ديو مع محمد منير | نصر محروس     | فري ميوزيك   | 2000  |
| الست دي أمي                  | عثمان أبو لبن | إنتاج خاص    | 2000  |
| حقيقة واحده                  | أحمد المهدي   | روتانا       | 2003  |
| ولا مرة                      | أحمد المهدي   | روتانا       | 2003  |
| يوم                          | هادي الباجوري | روتانا       | 2004  |
| على قد حالي                  | محمد بكير     | روتانا       | 2006  |
| بنت الحتة                    | ياسر سامي     | مزيكا        | 2011  |

## أغاني منفردة
- ([[2001[[): احلف يمين
- (2018): صاروخ[4]

## أغاني مسلسلات وأفلام
- (2005):ريا وسكينة
- (2007):أزهار
- (2007):الحمد لله عالسلامة
- (2007):خارج عن القانون
- (2008):طباخ الريس
- (2011): نور مريم
- (2012): الإخوة أعداء

## وصلات خارجية
- خالد عجاج على موقع الدهليز
- خالد عجاج على موقع قاعدة بيانات الأفلام العربية